# Time Is Running Out
Time Is Running Out is de dertiende single van de Britse rockband Muse. De single werd in Europa op 1 augustus 2003 uitgebracht als tweede single van hun derde studioalbum Absolution. Op 8 september 2003 werd de single in het Verenigd Koninkrijk uitgebracht, in de Verenigde Staten kwam de single uit op 6 april 2004. Als laatste werd de single uitgebracht in Japan, namelijk op 20 juli 2004.

## Achtergrond
Time Is Running Out is een van de laatst geschreven en opgenomen nummers voor Absolution. Het nummer bevat invloeden van Michael Jackson en werd voor het eerst gedraaid op 21 juli 2003 in een radioprogramma van BBC Radio 1. Meer dan een maand, op 29 augustus 2003, later speelde de band het nummer voor het eerst live tijdens een optreden voor het Britse televisieprogramma CD:UK. Sindsdien is het nummer op bijna elk concert van de band te horen.
De B-kant van de single, The Groove, lekte eerder uit doordat de single eerder dan toegestaan werd verkocht op het muziekfestival Lowlands.

## Videoclip
De videoclip voor het nummer is geregisseerd door John Hillcoat, en speelt zich af in een kamer met officieren van het leger die bewegingen maken op de tempo van de muziek.
Daarna verschijnt de band op een tafel met hun instrumenten, waarna de officieren rond de tafel gaan dansen. De videoclip is gedeeltelijk gebaseerd op Dr. Strangelove or: How I Learned to Stop Worrying and Love the Bomb.

## Tracklist
Alle teksten zijn geschreven door Matthew Bellamy. 
| 1.                | Time Is Running Out | 3:56 |
| 2.                | The Groove          | 2:38 |
| Totale duur: 6:34 |                     |      |

| 1.                 | Time Is Running Out            | 3:56 |
| 2.                 | The Groove                     | 2:38 |
| 3.                 | Stockholm Syndrome (videoclip) | 4:59 |
| Totale duur: 11:33 |                                |      |

| Nr. | Titel                                                              | Duur |
| --- | ------------------------------------------------------------------ | ---- |
| 1.  | Time Is Running Out                                                | 3:56 |
| 2.  | The Groove                                                         | 2:38 |
| 3.  | Time Is Running Out (videoclip)                                    | 3:56 |
| 4.  | Time Is Running Out (achter-de-schermendocumentaire van videoclip) |      |

| 1.                 | Time Is Running Out                                                | 3:56 |
| 2.                 | Time Is Running Out (videoclip)                                    | 3:56 |
| 3.                 | Time Is Running Out (achter-de-schermendocumentaire van videoclip) | 2:00 |
| Totale duur: 11:33 |                                                                    |      |

## Hitnoteringen

### Nederlandse Top 40
| Hitnotering: 20-09-2003 t/m 27-09-2003 | Hitnotering: 20-09-2003 t/m 27-09-2003 | Hitnotering: 20-09-2003 t/m 27-09-2003 | Hitnotering: 20-09-2003 t/m 27-09-2003 |
| Week:                                  | 1                                      | 2                                      |                                        |
| -------------------------------------- | -------------------------------------- | -------------------------------------- | -------------------------------------- |
| Positie:                               | 38                                     | 27                                     | uit                                    |

### NederlandseSingle Top 100
| Hitnotering: 13-09-2003 t/m 11-10-2003 | Hitnotering: 13-09-2003 t/m 11-10-2003 | Hitnotering: 13-09-2003 t/m 11-10-2003 | Hitnotering: 13-09-2003 t/m 11-10-2003 | Hitnotering: 13-09-2003 t/m 11-10-2003 | Hitnotering: 13-09-2003 t/m 11-10-2003 | Hitnotering: 13-09-2003 t/m 11-10-2003 |
| Week:                                  | 1                                      | 2                                      | 3                                      | 4                                      | 5                                      |                                        |
| -------------------------------------- | -------------------------------------- | -------------------------------------- | -------------------------------------- | -------------------------------------- | -------------------------------------- | -------------------------------------- |
| Positie:                               | 50                                     | 52                                     | 53                                     | 65                                     | 94                                     | uit                                    |

### Radio 2 Top 2000
| Nummer met noteringen in de NPO Radio 2 Top 2000 | '16 | '17  | '18 | '19 | '20  | '21  | '22  | '23  | '24  |
| ------------------------------------------------ | --- | ---- | --- | --- | ---- | ---- | ---- | ---- | ---- |
| Time is Running Out                              | 904 | 1066 | 877 | 830 | 1121 | 1125 | 1043 | 1070 | 1239 |

1. ↑  Een vetgedrukt getal geeft de hoogste notering aan.
2. ↑  2016 was het eerste jaar met een notering voor dit nummer.

## Gebruik in de media
- Het nummer is gebruikt in een afleveringen van de Amerikaanse televisieserie Entourage.
- Een coverversie door The Section Quartet is aanwezig in de aflevering van 14 oktober 2008 van de televisieserie Gossip Girl.